# 瓦靈頓·貝登堡
亨利·瓦靈頓·史密斯·貝登堡，KC（英語：Henry Warington Smyth Baden-Powell，1847年2月3日—1921年4月24日，羅伯特·貝登堡的最年長哥哥。

## 生平
瓦靈頓於1857年進入聖保羅學校就讀。在他的早年生涯中，取得商船船長資格，受雇於皇家海軍後備隊。1871年，也就是他24歲時，獨自操作一艘獨木舟環繞整個波羅的海，並停留德國、丹麥與瑞典等地；後來他將這段經歷著作成《Canoe Travelling》，於1871年出版。1897年12月24日，瓦靈頓受封為御用大律師。1913年，他與作家西塞莉·法莫（Cicely Farmer）結婚。